# Stare Berezowo
Stare Berezowo (dawn. Staroberezowo) – wieś w Polsce położona w województwie podlaskim, w powiecie hajnowskim, w gminie Hajnówka. 
W latach 1975–1998 miejscowość administracyjnie należała do województwa białostockiego.
Prawosławni mieszkańcy wsi należą do parafii Wniebowstąpienia Pańskiego w Nowoberezowie, a wierni kościoła rzymskokatolickiego do parafii Podwyższenia Krzyża Świętego i św. Stanisława, Biskupa i Męczennika w Hajnówce. We wsi znajduje się cmentarz prawosławny założony w XX wieku. 

## Demografia
Według Pierwszego Powszechnego Spisu Ludności, przeprowadzonego w 1921 r., wieś liczyła 273 mieszkańców (149 kobiet i 124 mężczyzn) zamieszkałych w 58 domach. Wszyscy ówcześni mieszkańcy miejscowości zadeklarowali białoruską przynależność narodową oraz wyznanie prawosławne.
Według stanu z 31 grudnia 2012 mieszkało tu 282 stałych mieszkańców.

## Galeria zdjęć

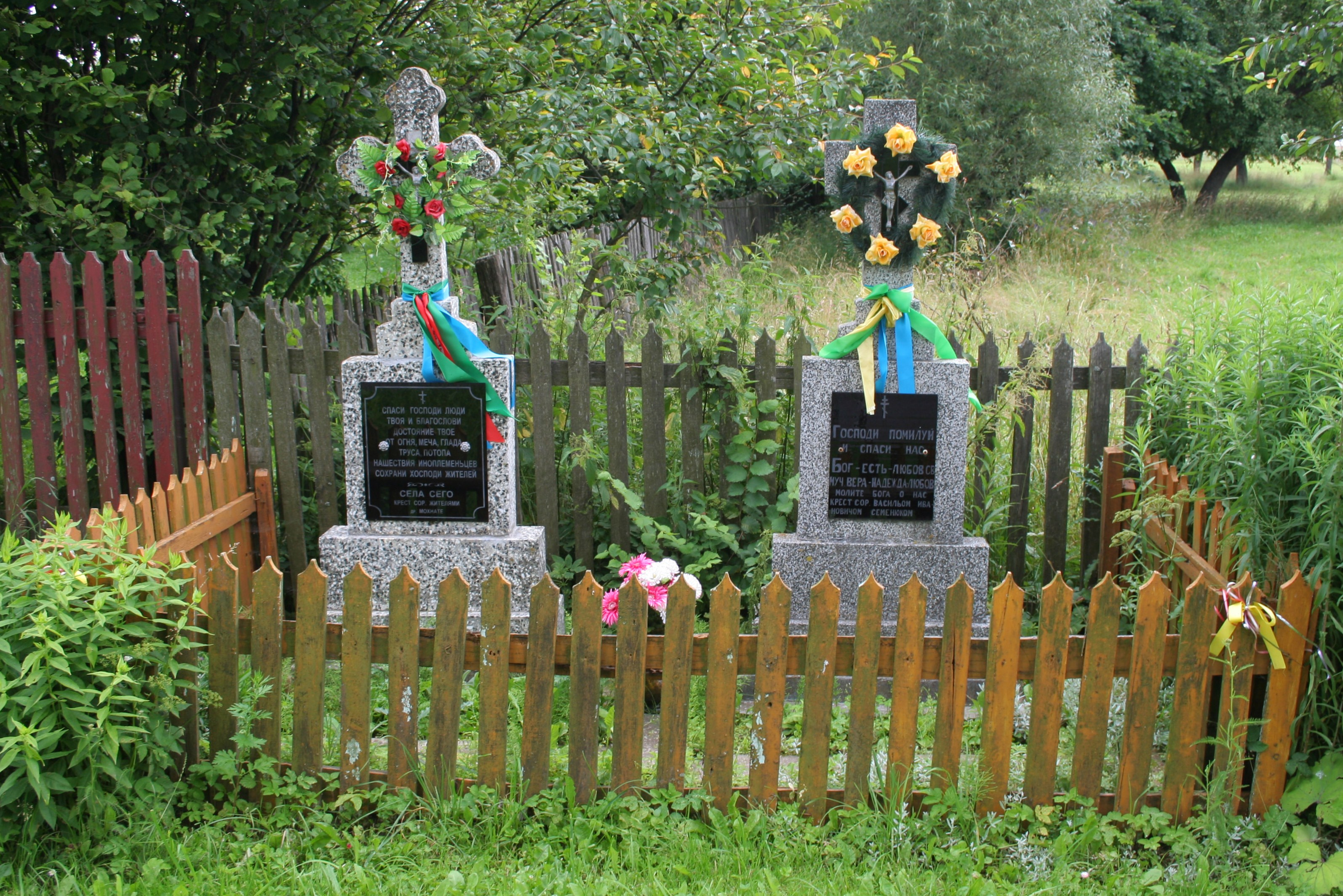
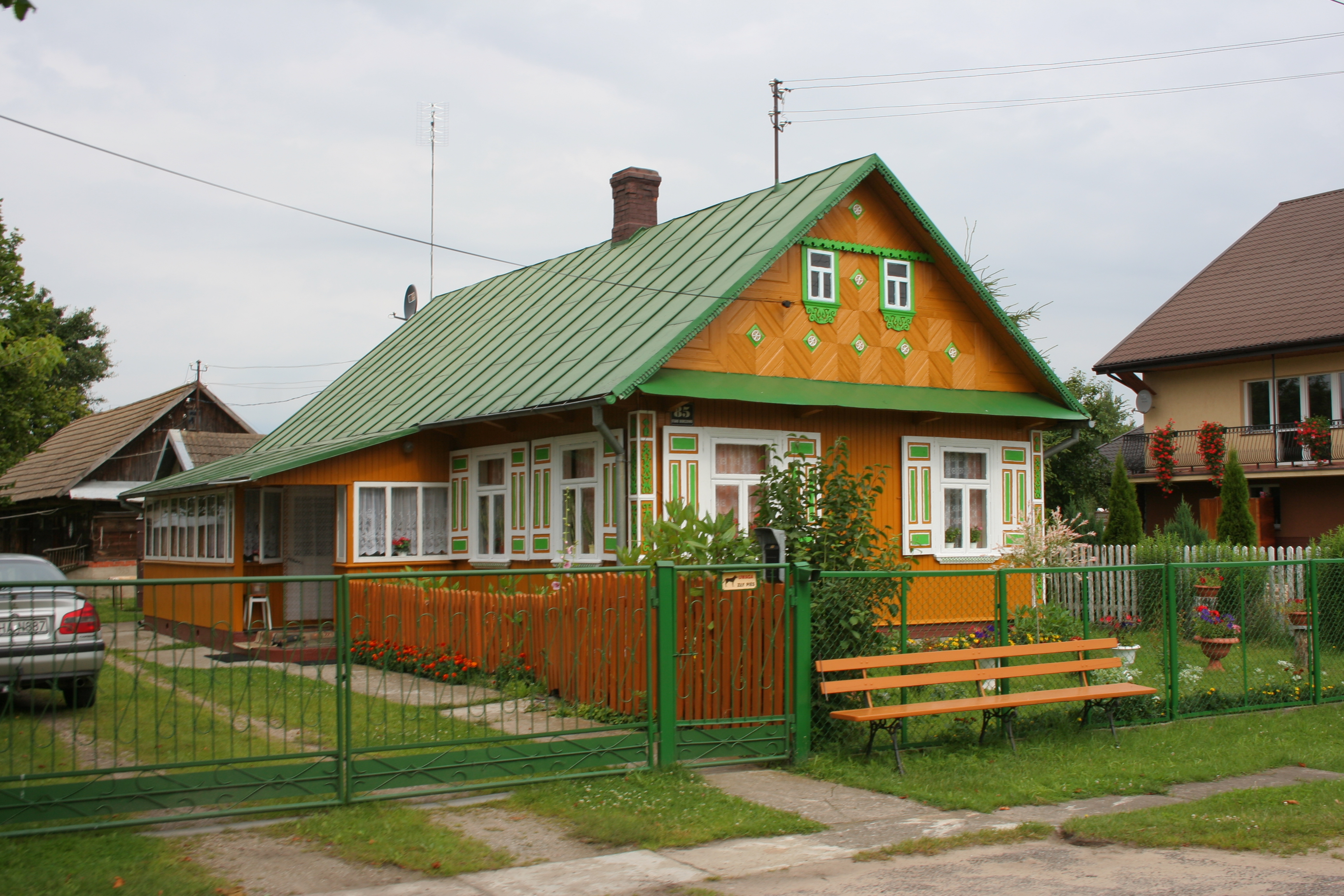
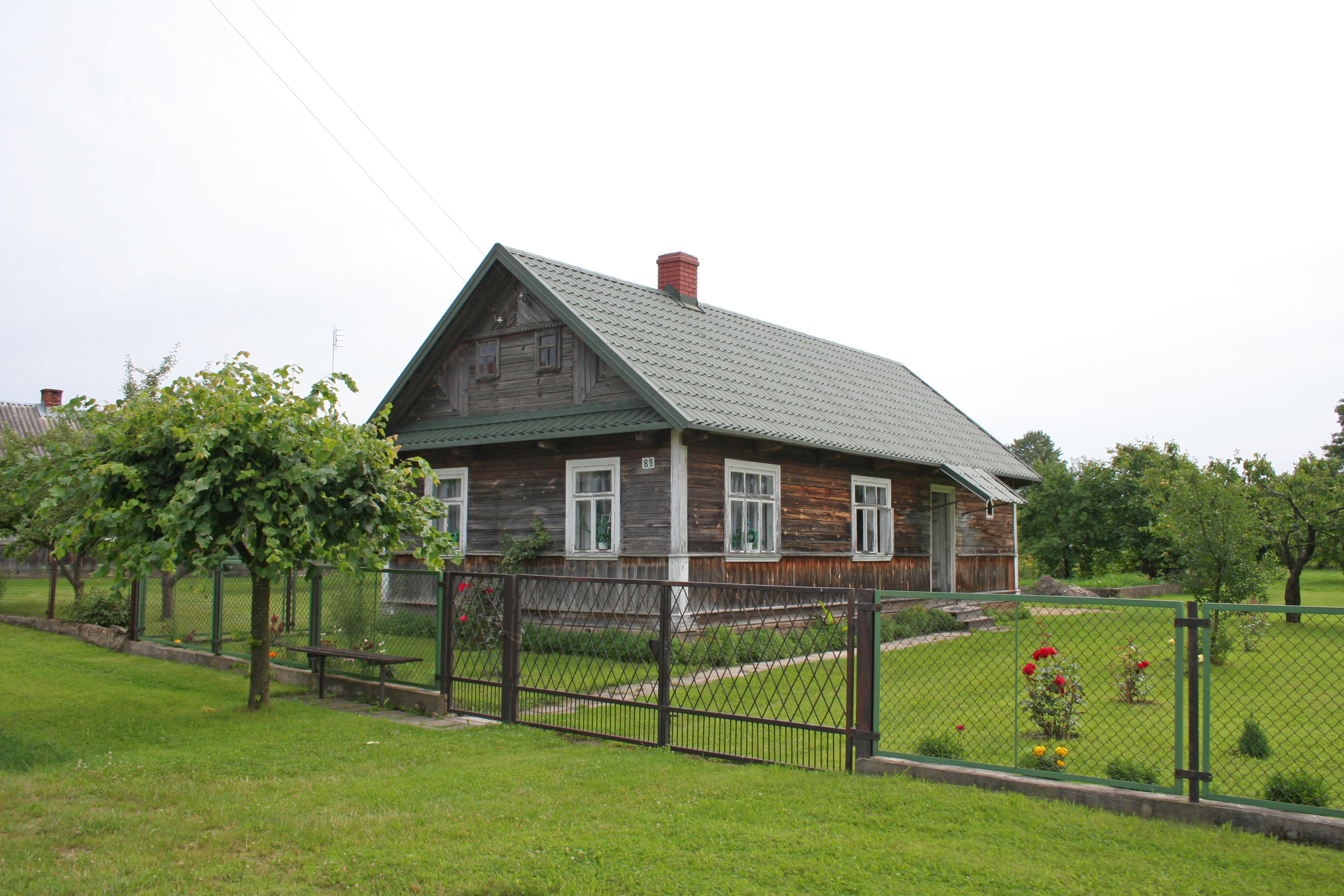